# Liste der Nummer-eins-R&B-Alben in den USA (1979)
Dies ist eine Liste der Nummer-eins-Alben in den von Billboard ermittelten Verkaufscharts für R&B-Alben in den USA im Jahr 1979. In diesem Jahr gab es elf Nummer-eins-Alben.
| ← 1978 ← | Liste der Nummer-eins-R&B-Alben in den USA | Liste der Nummer-eins-R&B-Alben in den USA | Liste der Nummer-eins-R&B-Alben in den USA | 1980 →                    |
| \| Zeitraum \| Wo. ges. \| Interpret \| Titel \| Zusätzliche Informationen \| \| (Zeitraum, Wochen auf Platz eins, Interpret, Titel, zusätzliche Informationen) \| \| \| \| \| \| ------------------------------------------------------------------------------ \| -------- \| -------------------- \| ----------------- \| ------------------------- \| \| 30. Dezember 1978 – 2. März 1979 9 Wochen (insgesamt 11) \| 11 \| Chic \| C’est Chic[1] \| – \| \| 3. März 1979 – 30. März 1979 4 Wochen (insgesamt 4) \| 4 \| Peaches & Herb \| 2 Hot[2] \| – \| \| 31. März 1979 – 6. April 1979 1 Woche (insgesamt 1) \| 1 \| Instant Funk \| Instant Funk[3] \| – \| \| 7. April 1979 – 13. April 1979 1 Woche (insgesamt 1) \| 1 \| Sister Sledge \| We Are Family[4] \| – \| \| 14. April 1979 – 11. Mai 1979 4 Wochen (insgesamt 8) \| 8 \| Peaches & Herb \| 2 Hot \| – \| \| 12. Mai 1979 – 22. Juni 1979 6 Wochen (insgesamt 7) \| 7 \| Sister Sledge \| We Are Family \| – \| \| 23. Juni 1979 – 13. Juli 1979 3 Wochen (insgesamt 3) \| 3 \| Donna Summer \| Bad Girls[5] \| – \| \| 14. Juli 1979 – 20. Juli 1979 1 Woche (insgesamt 1) \| 1 \| Earth, Wind and Fire \| I Am[6] \| – \| \| 21. Juli 1979 – 14. September 1979 8 Wochen (insgesamt 8) \| 8 \| Teddy Pendergrass \| Teddy[7] \| – \| \| 15. September 1979 – 5. Oktober 1979 3 Wochen (insgesamt 3) \| 3 \| The Commodores \| Midnight Magic[8] \| – \| \| 6. Oktober 1979 – 26. Oktober 1979 3 Wochen (insgesamt 3) \| 3 \| Michael Jackson \| Off the Wall[9] \| – \| \| 27. Oktober 1979 – 9. November 1979 2 Wochen (insgesamt 2) \| 2 \| Kool & the Gang \| Ladies’ Night[10] \| – \| \| 10. November 1979 – 21. Dezember 1979 6 Wochen (insgesamt 9) \| 9 \| Michael Jackson \| Off the Wall \| – \| \| 22. Dezember 1979 – 28. Dezember 1979 1 Woche (insgesamt 1) \| 1 \| Rufus & Chaka Khan \| Masterjam[11] \| – \| |                                            |                                            |                                            |                           |
| ← 1978 |                                            |                                            |                                            | → 1980 →                  |
| Zeitraum | Wo. ges.                                   | Interpret                                  | Titel                                      | Zusätzliche Informationen |
| (Zeitraum, Wochen auf Platz eins, Interpret, Titel, zusätzliche Informationen) |                                            |                                            |                                            |                           |
| 30. Dezember 1978 – 2. März 1979 9 Wochen (insgesamt 11) | 11                                         | Chic                                       | C’est Chic                                 | –                         |
| 3. März 1979 – 30. März 1979 4 Wochen (insgesamt 4) | 4                                          | Peaches & Herb                             | 2 Hot                                      | –                         |
| 31. März 1979 – 6. April 1979 1 Woche (insgesamt 1) | 1                                          | Instant Funk                               | Instant Funk                               | –                         |
| 7. April 1979 – 13. April 1979 1 Woche (insgesamt 1) | 1                                          | Sister Sledge                              | We Are Family                              | –                         |
| 14. April 1979 – 11. Mai 1979 4 Wochen (insgesamt 8) | 8                                          | Peaches & Herb                             | 2 Hot                                      | –                         |
| 12. Mai 1979 – 22. Juni 1979 6 Wochen (insgesamt 7) | 7                                          | Sister Sledge                              | We Are Family                              | –                         |
| 23. Juni 1979 – 13. Juli 1979 3 Wochen (insgesamt 3) | 3                                          | Donna Summer                               | Bad Girls                                  | –                         |
| 14. Juli 1979 – 20. Juli 1979 1 Woche (insgesamt 1) | 1                                          | Earth, Wind and Fire                       | I Am                                       | –                         |
| 21. Juli 1979 – 14. September 1979 8 Wochen (insgesamt 8) | 8                                          | Teddy Pendergrass                          | Teddy                                      | –                         |
| 15. September 1979 – 5. Oktober 1979 3 Wochen (insgesamt 3) | 3                                          | The Commodores                             | Midnight Magic                             | –                         |
| 6. Oktober 1979 – 26. Oktober 1979 3 Wochen (insgesamt 3) | 3                                          | Michael Jackson                            | Off the Wall                               | –                         |
| 27. Oktober 1979 – 9. November 1979 2 Wochen (insgesamt 2) | 2                                          | Kool & the Gang                            | Ladies’ Night                              | –                         |
| 10. November 1979 – 21. Dezember 1979 6 Wochen (insgesamt 9) | 9                                          | Michael Jackson                            | Off the Wall                               | –                         |
| 22. Dezember 1979 – 28. Dezember 1979 1 Woche (insgesamt 1) | 1                                          | Rufus & Chaka Khan                         | Masterjam                                  | –                         |